# Tim Burke (biathlon)
Pour les articles homonymes, voir Tim Burke et Burke.
Timothy "Tim" Burke, né le 3 février 1982 à Paul Smiths, est un biathlète américain. Il est vice-champion du monde 2013 de l'individuel.

## Biographie
Il fait ses débuts en Coupe du monde en janvier 2004 à Ruhpolding. En 2006, il prend part aux Jeux olympiques de Turin, où son meilleur résultat individuel est une 35e place, sur le sprint. Dès la saison suivante, il est en sensible progrès, alignant les résultats en Coupe du monde dans les points, dont une sixième place à Pokljuka et une septième sur l'individuel des Championnats du monde à Antholz comme meilleures performances.
Il signe ses deux premiers podiums en décembre 2009 à Östersund (individuel et sprint) et devient ainsi le premier Américain à porter le dossard jaune de leader en Coupe du monde. En janvier 2010 à Oberhof, il monte sur son troisième podium (mass start).
En février 2013, au cours de la meilleure saison de sa carrière, il obtient la médaille d'argent de l'individuel aux Championnats du monde de biathlon à Nové Město na Moravě derrière le Français Martin Fourcade. Il termine la saison 2012-2013 de Coupe du monde à la dixième place du classement général, et à la troisième place des classements particuliers de l'individuel et de la mass start.
Le début de saison 2013-2014 voit Burke continuer sur sa lancée avec un sixième podium en Coupe du monde, sur le sprint d'Östersund. Il court les Jeux de Sotchi en 2014 où il se classe notamment 19e du sprint, son meilleur résultat individuel au cours de la quinzaine olympique.
Il prend sa retraite sportive à l'issue de la saison 2017-2018, qui a vu sa quatrième participation aux Jeux olympiques, signant son meilleur résultat individuel sur la poursuite avec le 17e rang.
Il est le compagnon de la biathlète allemande Andrea Henkel, avec qui il est marié depuis 2014.

## Palmarès

### Jeux olympiques
| Épreuve / Édition                | Individuel | Sprint | Poursuite | Départ en masse | Relais | Relais mixte                     |
| Jeux olympiques 2006 Turin       | 58e        | 35e    | 36e       | -               | 9e     | Épreuve inexistante à cette date |
| Jeux olympiques 2010 Vancouver   | 45e        | 47e    | 46e       | 18e             | 13e    | Épreuve inexistante à cette date |
| Jeux olympiques 2014 Sotchi      | 43e        | 19e    | 22e       | 21e             | -      | 7e                               |
| Jeux olympiques 2018 Pyeongchang | 41e        | 47e    | 17e       | -               | 6e     | 15e                              |

- - : pas de participation à l'épreuve.
- : épreuve inexistante lors de cette édition.

### Championnats du monde
| Mondiaux \ Épreuve        | Individuel               | Sprint | Poursuite | Départ en masse | Relais | Relais mixte                     |
| 2004 Oberhof              | 61e                      | 71e    | —         | —               | 18e    | Épreuve inexistante à cette date |
| 2005 Hochfilzen           | 63e                      | 66e    | —         | —               | —      | —                                |
| 2007 Antholz              | 7e                       | 35e    | 32e       | 24e             | 9e     | —                                |
| 2008 Östersund            | 29e                      | 9e     | 10e       | 25e             | 15e    | —                                |
| 2009 Pyeongchang          | 14e                      | 11e    | 21e       | 28e             | 21e    | —                                |
| 2011 Khanty-Mansiïsk      | 30e                      | 31e    | 30e       | —               | 6e     | —                                |
| 2012 Ruhpolding           | 56e                      | 10e    | 28e       | 23e             | 10e    | 12e                              |
| 2013 Nové Město na Moravě | Médaille d'argent, monde | 28e    | 32e       | 30e             | 12e    | —                                |
| 2015 Kontiolahti          | 31e                      | 15e    | 20e       | 14e             | 14e    | —                                |
| 2016 Holmenkollen         | 44e                      | 14e    | 17e       | 12e             | 8e     | —                                |
| 2017 Hochfilzen           | 36e                      | 40e    | 32e       | —               | 7e     | —                                |

Légende :

 : première place, médaille d'or

 : deuxième place, médaille d'argent

 : troisième place, médaille de bronze

 : épreuve inexistante à cette date

— : Tim Burke n'a pas participé à cette épreuve

### Coupe du monde
- Meilleur classement général : 10e en 2013.
- 6 podiums individuels : 3 deuxièmes places et 3 troisièmes places[5].

#### Classements détaillés
| Saison    | Classement général final | Classement général individuel | Classement général sprint | Classement général poursuite | Classement général mass start |
| 2006-2007 | 25e                      | 19e                           | 31e                       | 26e                          | 19e                           |
| 2007-2008 | 29e                      | 57e                           | 34e                       | 24e                          | 29e                           |
| 2008-2009 | 25e                      | 33e                           | 27e                       | 21e                          | 30e                           |
| 2009-2010 | 14e                      | 9e                            | 12e                       | 21e                          | 14e                           |
| 2010-2011 | 45e                      | 48e                           | 35e                       | 34e                          |                               |
| 2011-2012 | 20e                      | nc                            | 14e                       | 17e                          | 22e                           |
| 2012-2013 | 10e                      | 3e                            | 22e                       | 12e                          | 3e                            |
| 2013-2014 | 24e                      | nc                            | 23e                       | 28e                          | 3e                            |
| 2014-2015 | 34e                      | 25e                           | 36e                       | 34e                          | 33e                           |
| 2015-2016 | 15e                      | 53e                           | 13e                       | 12e                          | 23e                           |
| 2016-2017 | 46e                      | 28e                           | 48e                       | 46e                          |                               |
| 2017-2018 | 32e                      | 43e                           | 30e                       | 33e                          | 33e                           |